# Eitelit
Eitelit ist ein sehr selten vorkommendes Mineral aus der Mineralklasse der „Carbonate und Nitrate“ mit der chemischen Zusammensetzung Na2Mg[CO3]2 und damit chemisch gesehen ein Natrium-Magnesium-Carbonat.
Eitelit kristallisiert im trigonalen Kristallsystem und entwickelt meist durchsichtige Kristalle von unvollendet rhomboedrischer oder pseudo-oktaedrischer Form bis etwa 17 mm Größe. Auf den Oberflächen der farblosen bis weißen, gelegentlich auch blassgelben, Kristalle zeigt sich ein glasähnlicher Glanz.

## Etymologie und Geschichte
Erstmals entdeckt wurde Eitelit in der Green-River-Formation, etwa 2800 Fuß tief in den Aushüben des Schachtes „Carter Oil Company Poulson No. 1“ im Duchesne County im US-Bundesstaat Utah und beschrieben 1954 durch C. Milton, J. M. Axelrod und F. S. Grimaldi, die das Mineral nach dem Direktor des Instituts für Silikatforschung der Universität von Toledo (Ohio, USA) Wilhelm Hermann Julius Eitel (1891–1979) benannten.

## Klassifikation
In der veralteten 8. Auflage der Mineralsystematik nach Strunz gehörte Eitelit noch zur gemeinsamen Mineralklasse der „Carbonate, Nitrate und Borate“ und dort zur Abteilung der „Wasserfreien Carbonate ohne fremde Anionen“, wo er zusammen mit Sahamalith die „Eitelit-Sahamalith-Gruppe“ mit der System-Nr. Vb/A.05 und den weiteren Mitgliedern Burbankit, Bütschliit, Carbocernait, Fairchildit, Nyerereit und Shortit bildete.
Im Lapis-Mineralienverzeichnis nach Stefan Weiß, das sich aus Rücksicht auf private Sammler und institutionelle Sammlungen noch nach dieser klassischen Systematik von Karl Hugo Strunz richtet, erhielt das Mineral die System- und Mineral-Nr. V/B.05-10. In der „Lapis-Systematik“ entspricht dies ebenfalls der Abteilung „Wasserfreie Carbonate [CO3]2−, ohne fremde Anionen“, wo Eitelit zusammen mit Bütschliit, Fairchildit, Gregoryit, Juangodoyit, Nyerereit, Shortit und Zemkorit eine eigenständige, aber unbenannte Gruppe bildet (Stand 2018).
Die seit 2001 gültige und von der International Mineralogical Association (IMA) bis 2009 aktualisierte 9. Auflage der Strunz’schen Mineralsystematik ordnet den Eitelit dagegen in die neu definierte Klasse der „Carbonate und Nitrate“ (die Borate bilden hier eine eigene Klasse), dort allerdings ebenfalls in die Abteilung der „Carbonate ohne zusätzliche Anionen; ohne H2O“ ein. Diese ist jedoch weiter unterteilt nach der Zugehörigkeit der beteiligten Metalle zu bestimmten Elementgruppen, so dass das Mineral entsprechend seiner Zusammensetzung in der Unterabteilung „Alkali- und Erdalkali-Carbonate“ zu finden ist, wo es als einziges Mitglied die unbenannte Gruppe 5.AC.05 bildet.
Die vorwiegend im englischen Sprachraum gebräuchliche Systematik der Minerale nach Dana ordnet den Eitelit wie die veraltete 8. Auflage der Strunzschen Mineralsystematik in die gemeinsame Klasse der „Carbonate, Nitrate und Borate“ und dort in die Abteilung der „Wasserfreien Carbonate“ ein. Hier ist er als einziges Mitglied in der unbenannten Gruppe 14.03.02 innerhalb der Unterabteilung der „Wasserfreien Carbonate mit zusammengesetzter Formel A2+B2+(CO3)2“ zu finden.

## Kristallstruktur
Eitelit kristallisiert trigonal in der Raumgruppe R3 (Raumgruppen-Nr. 148) mit den Gitterparametern a = 4,94 Å und c = 16,41 Å sowie 3 Formeleinheiten pro Elementarzelle.

## Bildung und Fundorte
Eitelit bildet sich in dolomitischem Schiefer und in bituminösem Mergel. Begleitminerale sind unter anderem Krokydolith, Leukosphenit, Nahcolith, Northupit, Reedmergnerit, Searlesit, Shortit und Trona.
Als seltene Mineralbildung konnte Eitelit nur an wenigen Fundorten nachgewiesen werden, wobei bisher etwas mehr als 20 Fundorte (Stand: 2019) dokumentiert sind. Neben seiner Typlokalität „Carter Oil Company Poulson No. 1“ trat das Mineral in den Vereinigten Staaten unter anderem noch im Indian Canyon und der Green River Formation sowie in den Schächten „Joseph Smith No. 1“, „Mapco Shrine Hospital No. 1“ und „Marine Minerals No. 2“ im Duchesne County in Utah sowie in der Grube Westvaco Mine in der Green-River-Formation im Sweetwater County von Wyoming auf.
Weitere bekannte Fundorte sind unter anderem
- in Afrika der Landkreis Bailundo und der Mount Chibilundo im Landkreis Longonjo in Angola, der Mahla-Krater im Meidob-Vulkanfeld in Dschanub Darfur (Süd-Darfur) sowie die Monastery Mine bei Clocolan und die Bultfontein Mine in Südafrika
- in Brasilien die Umgebung des Sorriso River nahe Juína im Bundesstaat Mato Grosso
- in Kanada der „Aley Creek“-Karbonatitkomplex am Williston Lake in British Columbia und die Ekati Mine am Lac de Gras in den Nordwest-Territorien
- in Russland mehrere Orte in den Chibinen auf der Halbinsel Kola, der Tagebau Udatschnaja (englisch Udachnaya) am Daldyn nahe Udatschny in der Republik Sacha (Jakutien) und in die Selten-Erd-Niob-Lagerstätte Belaya Zima im Sajangebirge in der Republik Tuwa
- in Tadschikistan am Gletscher Dara-i-Pioz im Alaigebirge